# شلیرزی
شلیرزی (به آلمانی: Schliersee) یک شهر در آلمان است که در بایرن واقع شده‌است.

## خصوصیات
شلیرزی ۷۹٫۱۶ کیلومترمربع مساحت دارد ۷۸۴ متر بالاتر از سطح دریا واقع شده‌است.